# Glossocarya hemiderma
Glossocarya hemiderma là một loài thực vật có hoa trong họ Hoa môi. Loài này được (F.Muell. ex Benth.) Benth. ex B.D.Jacks. mô tả khoa học đầu tiên năm 1893.